# Moldavië op het Eurovisiesongfestival 2005

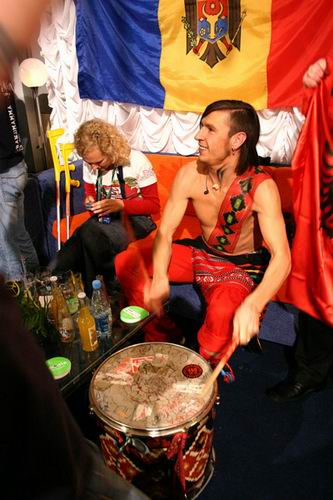
Moldavische afvaardiging op het Eurovisiesongfestival 2005

Moldavië deed mee aan het Eurovisiesongfestival 2005. Het was de eerste deelname van het land op het Eurovisiesongfestival. TRM was verantwoordelijk voor de Moldavische bijdrage voor de editie van 2005.

## O melodie pentru Europa 2005
De nationale finale werd georganiseerd op 26 februari 2005 in het National Palace in Chisinau en werd gepresenteerd door Aurelia Vasilica en Valeriu Myrza.
De winnaar werd gekozen door een mix van televoting en jurypunten.
| Volgorde | Artiest            | Lied                       | Jury | Publiek    | Publiek | Totaal | Plaats |
| Volgorde | Artiest            | Lied                       | Jury | Televoting | Punten  | Totaal | Plaats |
| -------- | ------------------ | -------------------------- | ---- | ---------- | ------- | ------ | ------ |
| 1        | Johnny Alici       | "Evolution"                | 0    | 233        | 0       | 0      | 12     |
| 2        | Nelly Ciobanu      | "One more time"            | 8    | 5,332      | 10      | 18     | 2      |
| 3        | Nona Marian        | "Mǎ cheamǎ dragostea"      | 2    | 290        | 1       | 3      | 9      |
| 4        | Iana Ştefan        | "La iubire nu voi renunţa" | 0    | 143        | 0       | 0      | 12     |
| 5        | Luchin Vadim (Lou) | "Yellow roses"             | 3    | 710        | 6       | 9      | 7      |
| 6        | Cezara             | "Pentru tine"              | 0    | 169        | 0       | 0      | 12     |
| 7        | Millennium         | "Tablou pe sticlǎ"         | 12   | 661        | 5       | 17     | 3      |
| 8        | Alternosfera       | "O mie cinci sute"         | 1    | 267        | 0       | 1      | 11     |
| 9        | Zdob şi Zdub       | "Boonika bate doba"        | 10   | 5,441      | 12      | 22     | 1      |
| 10       | Adrian Ursu        | "Lacrimi şi durere"        | 5    | 1,796      | 8       | 13     | 4      |
| 11       | In Quadro          | "I'm begging you"          | 4    | 1,200      | 7       | 11     | 5      |
| 12       | Edict              | "Ploaia ta"                | 0    | 183        | 0       | 0      | 12     |
| 13       | Sergiu Cuzencov    | "Steaua ta"                | 7    | 444        | 3       | 10     | 6      |
| 14       | Gindul Mitei       | "Am sǎ vin"                | 6    | 416        | 2       | 8      | 8      |
| 15       | Alexa              | "Un sǎrut"                 | 0    | 515        | 4       | 4      | 10     |

## In Kiev
Moldavië moest eerst in de halve finale aantreden als vierde net na Portugal en voor Letland. Op het einde van de avond bleken ze zich geplaatst te hebben voor de finale met een 2de plaats en 207 punten.
Men ontving 4 keer het maximum van de punten.
België en Nederland hadden respectievelijk 4 en 0 punten over voor deze inzending.
In de finale moest men aantreden als 7de net na Turkije en voor Albanië. Na de puntentelling bleek dat ze op een 6de plaats waren geëindigd met een totaal van 148 punten. Dit is tot op heden de beste prestatie van het land.
Men ontving 2 keer het maximum van de punten.
België en Nederland hadden respectievelijk 1 en 0 punten over voor deze inzending.

### Gekregen punten

#### Halve Finale
| 12 punten                                   | 10 punten                                                     | 8 punten                                   | 7 punten   | 6 punten                                                                                     |
| ------------------------------------------- | ------------------------------------------------------------- | ------------------------------------------ | ---------- | -------------------------------------------------------------------------------------------- |
| - Oekraïne - Roemenië - Rusland - Turkije   | - Israël - Letland - Litouwen - Noord-Macedonië - Wit-Rusland | - Cyprus - IJsland - Oostenrijk - Portugal | - Slovenië | - Bosnië en Herzegovina - Bulgarije - Griekenland - Hongarije - Polen - Servië en Montenegro |
| 5 punten                                    | 4 punten                                                      | 3 punten                                   | 2 punten   | 1 punt                                                                                       |
| - Estland - Frankrijk - Verenigd Koninkrijk | - België - Kroatië                                            | - Albanië - Finland - Ierland              |            | - Noorwegen - Spanje                                                                         |

#### Finale
| 12 punten                                | 10 punten                                             | 8 punten            | 7 punten                                                        | 6 punten                       |
| ---------------------------------------- | ----------------------------------------------------- | ------------------- | --------------------------------------------------------------- | ------------------------------ |
| - Oekraïne - Roemenië                    | - Litouwen - Portugal - Rusland                       | - IJsland - Letland | - Griekenland - Turkije - Wit-Rusland                           | - Bulgarije - Estland          |
| 5 punten                                 | 4 punten                                              | 3 punten            | 2 punten                                                        | 1 punt                         |
| - Noord-Macedonië - Servië en Montenegro | - Bosnië en Herzegovina - Hongarije - Israël - Spanje | - Polen - Slovenië  | - Cyprus - Frankrijk - Malta - Oostenrijk - Verenigd Koninkrijk | - België - Duitsland - Kroatië |

### Punten gegeven door Moldavië

#### Halve Finale
| 12 punten | Roemenië  |
| 10 punten | IJsland   |
| 8 punten  | Noorwegen |
| 7 punten  | Bulgarije |
| 6 punten  | Kroatië   |
| 5 punten  | Israël    |
| 4 punten  | Andorra   |
| 3 punten  | België    |
| 2 punten  | Monaco    |
| 1 punt    | Estland   |

#### Finale
| 12 punten | Letland              |
| 10 punten | Rusland              |
| 8 punten  | Oekraïne             |
| 7 punten  | Roemenië             |
| 6 punten  | Israël               |
| 5 punten  | Zweden               |
| 4 punten  | Griekenland          |
| 3 punten  | Noorwegen            |
| 2 punten  | Duitsland            |
| 1 punt    | Servië en Montenegro |

2005 · 2006 · 2007 · 2008 · 2009 · 2010 · 2011 · 2012 · 2013 · 2014 · 2015 · 2016 · 2017 · 2018 · 2019 · 2020 · 2021 · 2022 · 2023 · 2024 · 2025